# François Boissier de Sauvages de Lacroix

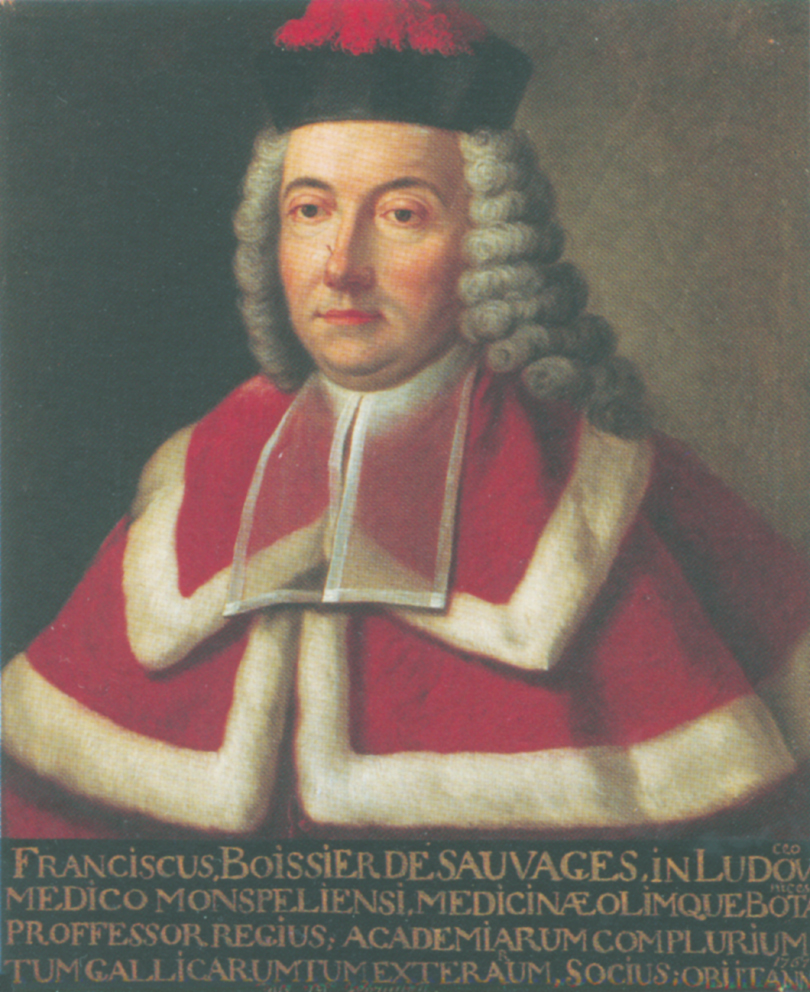
François Boissier de Sauvages de Lacroix

François Boissier de Sauvages de Lacroix (* 12. Mai 1706 in Alais; † 19. Februar 1767 in Montpellier) war ein französischer Arzt, Botaniker, Naturforscher und Hochschullehrer an der Universität Montpellier. Sein offizielles botanisches Autorenkürzel lautet „Sauvages“. Er erstellte ein System zur Einteilung von Krankheiten in Klassen, Ordnungen, Familien, Gattungen und Arten.

## Leben und Wirken

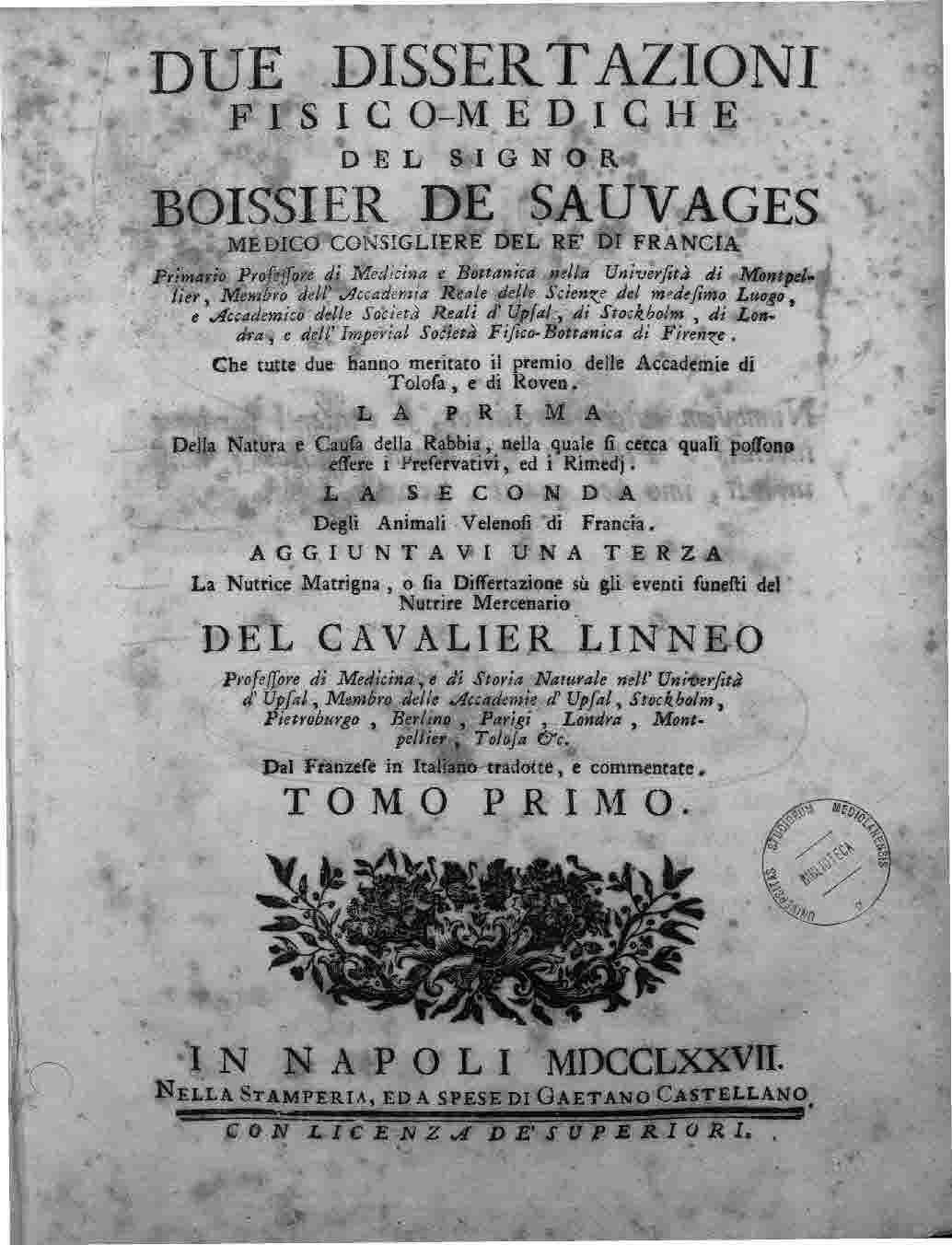
Della natura e causa della rabbia (Dissertation sur la nature et la cause de la Rage), 1777

Er war der Sohn des François de Boissier (1637–1720), einem Militär, Capitaine de Régiment des Flandres, Seigneur de Sauvages, und der Gilette de Boissier, einer geborenen Blanchier (1674–1751). Das Paar hatte eine Tochter und vier Söhne, einer von ihnen war der Pierre Augustin Boissier de Sauvages. Er trat in die Medizinische Fakultät der Universität von Montpellier am 30. November 1722 ein. Er war im Besonderen auch an der Botanik interessiert und besuchte Vorlesungen des Pierre Baux (1708–1790), einem bedeutenden Naturforscher.
Er wurde im Jahre 1726 mit einer Dissertation zum Thema Dissertatio medica Ludicra atque amore promoviert.
Danach verlegte er seinen Lebensmittelpunkt für einige Jahre nach Paris, veröffentlichte 1731 eine Abhandlung über die Fossilien der Umgebung von Alais und außerdem über die Mineralquellen der Umgebung, und kehrte im Jahre 1734 nach Montpellier zurück. Dort erhielt er eine Professur für Physiologie und Pathologie. In seiner Funktion versuchte er die mechanistischen Doktrinen in der Medizin durch vitalistische Vorstellungen aus den Überlegungen von Georg Ernst Stahl zu ersetzen. Nach dem Tod von François Ayme Chicoyneau (1702–1740) wurde er auf den Lehrstuhl für Botanik berufen. In Montpellier veranlasste er wichtige Verbesserungen am botanischen Garten, so etwa der Errichtung des ersten noch erhaltenen Gewächshauses.
Im Jahre 1748 heiratete er die Jeanne-Yolande de Foucart d’Olympies (* 1718). Das Paar hatte fünf Töchter und zwei Söhne. Er war ein Korrespondent des schwedischen Naturforschers Carl von Linné, dem Sauvages de Lacroix botanische Proben zum Studium aus der Region um Montpellier sandte. 
Als sein Hauptwerk gilt die 1763 zuerst erschienene Nosologia methodica, in der er unter dem Eindruck Thomas Sydenhams und analog zum botanischen pflanzensystematischen Werk Linnés das sogenannte „natürliche nosologische System“, eine Klassifikation der Krankheiten, darstellt.

## Ehrungen
Linné benannte die Pflanzengattung Sauvagesia (Ochnaceae) zu Ehren seines französischen Kollegen. Im Jahre 1748 wurde er zum Mitglied der Königlichen Schwedischen Akademie der Wissenschaften ernannt, bei der Linné ein Mitbegründer war. Am 25. Mai 1749 wurde er als Mitglied („Fellow“) in die Royal Society gewählt. Am 10. Januar 1754 wurde er mit dem akademischen Beinamen Straton II. als Mitglied (Matrikel-Nr. 585) in die Deutsche Akademie der Naturforscher Leopoldina aufgenommen  und 1755 als auswärtiges Mitglied in die Königlich Preußische Sozietät der Wissenschaften. Sein akademischer Beiname lautete Straton II.

## Schriften (Auswahl)
- Dissertatio medica. De motuum vitalium causa ubi, quae pravus mechanismus usurpaverat naturae seu animae jura restituuntur. Montpellier, 1741.
- Mémoire sur la maladie des bœufs du Vivarais. Rochard, Montpellier 1746.
- Dissertation sur la nature et la cause de la Rage, dans laquelle on recherche quels en peuvent être les Préservatifs et les Remèdes. Pièce qui a remporté le Prix de l’Académie Royale des Sciences, et Belles Lettres, proposé pour l’Année 1748. Imprimerie Pierre Robert, Toulouse 1749.
- Methodus foliorum, seu plantae florae monspeliensis, juxta foliorum ordinem, ad juvandam specierum cognitinem, digestae. Méthode pour connaître les plantes par les feuilles. Den Haag 1751 (Digitalisat).
- Dissertations sur les medicamens qui affectent certaines parties du corps humain plutôt que d'autres; et quelle seront la cause de cet effet. Bordeaux 1751.
- Nosologia methodica sistens morborum classes, genera et species, juxta Sydenhami mentem et Botanicorum ordinem. Frères De Tournes, Amsterdam 1763, 5 Bände
- De Venenatis Galliae Animalibus, et Venenorum in ipsis fideli Observatione compertorum Indole atque Antidotis. Monspelii, apud Viduam Joannis Martel, 1764.
- Nosologie méthodique, dans laquelle les maladies sont rangées par classes, suivant le système de Sydenham, & l'ordre des botanistes. Hérissant le fils, Paris 1771, 10 Bände
- Pathologia methodica practica, seu de cognoscendis morbis. Editio quarta ab ipso Auctore aucta & emendata, Castellano, Naples 1776.